# Giba Giba
Gilberto Amaro do Nascimento, mais conhecido como Giba Giba (Pelotas, 6 de dezembro de c. 1940 — Porto Alegre, 3 de fevereiro de 2014), foi um cantor, compositor, percussionista e ativista cultural brasileiro.
Além de uma carreira de mais de 40 anos, Giba Giba foi ligado diretamente aos movimentos negros sendo assessor de assuntos afro-açorianos da Secretaria Municipal da Cultura de Porto Alegre.
Foi um dos fundadores e primeiro presidente da escola de samba Praiana. A Unidos do Fragata de  Pelotas, em 2002, fez uma homenagem a ele com o enredo No toque do tambor, Ogum mandou Giba Giba aqui.
Morreu em consequência de parada cardiorrespiratória, ocorrida após uma cirurgia para remover um tumor no duodeno.

## Obras selecionadas[3]
- Outro Um
- Netto Perde Sua Alma (longa-metragem, participação na trilha sonora)[6]
- O Negrinho do Pastoreio (curta-metragem, autor da trilha sonora)[7]
- A Ópera dos Tambores
- Tassy
- Missa da Terra Sem Males (autor da pesquisa)
- Idealizador do Projeto Cultural Cabobu[8][9]

## Prêmios e indicações

### Prêmio Açorianos
| Ano  | Categoria              | Indicação | Resultado |
| ---- | ---------------------- | --------- | --------- |
| 1993 | Disco                  | Outro Um  | Venceu    |
| 1993 | Compositor             | Giba Giba | Venceu    |
| 1993 | Letrista               | Giba Giba | Indicado  |
| 2007 | Destaque Músico Gaúcho | Giba Giba | Venceu    |

- Medalha Cidade de Porto Alegre
- Prêmio Quilombo dos Palmares (2003)[13]